# ديف ماكلويد
ديف ماكلويد (بالإنجليزية: Dave MacLeod)‏ هو متسلق صخور ‏ وكاتب بريطاني، ولد في 17 يوليو 1978.

## وصلات خارجية
- الموقع الرسمي
- ديف ماكلويد على موقع IMDb (الإنجليزية)